# جوزيف باركر
جوزيف باركر (23 أغسطس 1976 في المملكة المتحدة - ) (بالإنجليزية: Joseph Parker)‏ هو لاعب كريكت بريطاني.

## وصلات خارجية
- جوزيف باركر على موقع إي آس بي آن كريك إنفو (الإنجليزية)